# Amur-Kirsche
Die Amur-Kirsche (Prunus maackii) ist eine Pflanzenart in der Gattung Prunus innerhalb der Familie der Rosengewächse (Rosaceae). Das Artepitheton ehrt den deutschbaltisch-russischen Naturforschers Richard Maack.

## Verbreitung und Verwendung
Die Amur-Kirsche ist in Korea, Sibirien und den chinesischen Provinzen Heilongjiang, Jilin, Liaoning beheimatet. In China gedeiht sie in offenen Wäldern an sonnigen Hängen und Waldrändern in Kiefernwäldern und an Flussläufen in Höhenlagen zwischen 800 und 2000 Meter. 
In den gemäßigten Gebieten wird die Amur-Kirsche als Zierpflanze für Parks und Gärten verwendet, wobei unter anderem auf die Sorte 'Amber Beauty' zurückgegriffen wird.

## Beschreibung

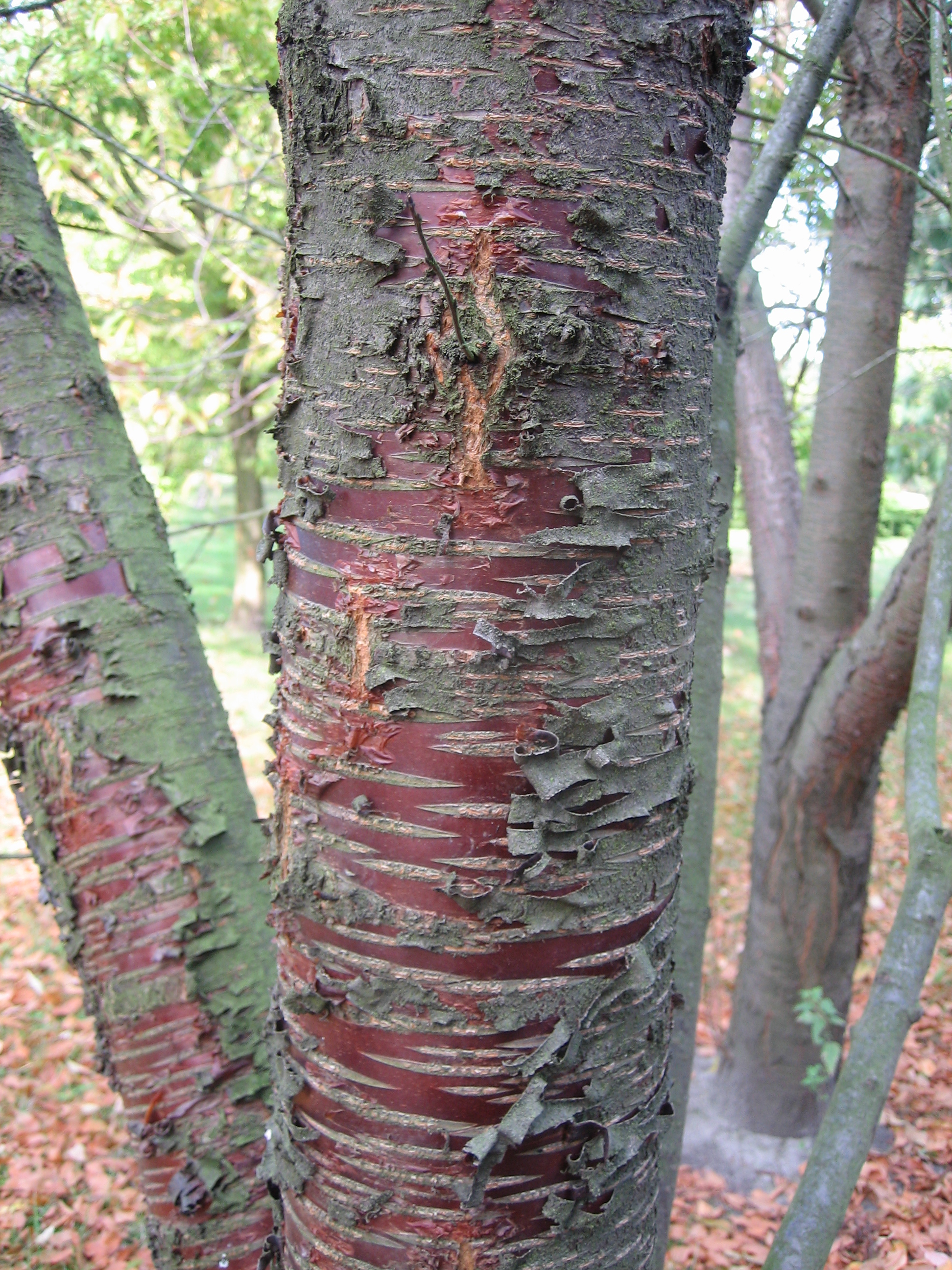
Borke

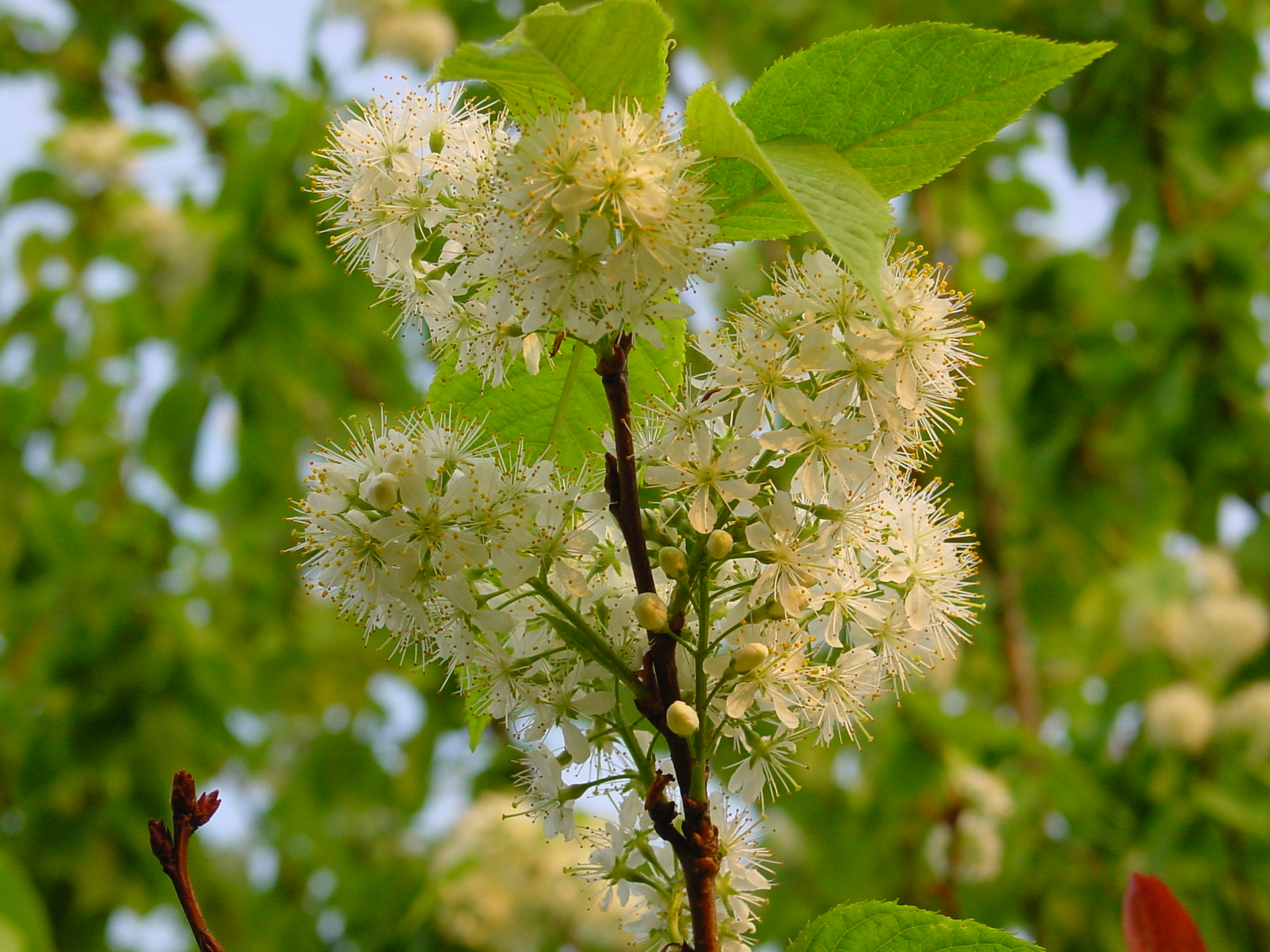
Blütenstände und Laubblätter mit gesägten Blattrand

Die Amur-Kirsche wächst als Baum und erreicht Wuchshöhen von 4 bis 10 Meter. Die Rinde der Äste ist schwärzlich- bis gelblich-braun, glatt mit hellen Lentizellen; die Rinde der Zweige ist rötlich und anfangs flaumig behaart. Die eiförmigen Winterknospen sind glatt mit bewimperten Schuppenrändern. 
Die wechselständigen Laubblätter sind in Blattstiel und Blattspreite gegliedert. Der 1 bis 1,5 cm lange Blattstiel ist meist flaumig behaart, selten fast unbehaart. Am oberen Ende des Blattstiels oder auf der Blattspreite befinden sich zwei extraflore Nektarien. Die einfache Blattspreite ist meist elliptisch oder rhombisch-eiförmig, selten länglich-verkehrteiförmig, 4 bis 8 cm lang, 2,8 bis 5 cm breit. Der Mittelnerv ist flaumig behaart. Der Blattrand ist ungleichmäßig und intensiv drüsig gesägt. Die linealen Nebenblätter besitzen drüsige Ränder.
Der traubige Blütenstand weist eine Länge von 5 bis 7 cm auf und enthält viele Blüten. Der Blütenstandsschaft ist spärlich flaumig behaart. Die zwittrige, radiärsymmetrische, fünfzählige Blüte weist einen Durchmesser von 8 bis 10 mm auf. Der Blüten ist 4 bis 6 mm und wächst bis zu Fruchtreife auf etwa 7 mm. Der glockenförmige Blütenbecher (Hypanthium) ist außen flaumig behaart. Die fünf Kelchblätter besitzen einen drüsig gesägten Rand. Die fünf weißen Kronblätter sind kurz genagelt. Es sind 25 bis 30 Staubblätter vorhanden. Der oberständige Fruchtknoten ist unbehaart. Der Griffel ist etwas kürzer als die Staubblätter mit einer diskusförmigen Narbe. Die Blütezeit reicht von April bis Mai. 
Die purpurfarbene, glatte Steinfrucht ist mit einem 5 bis 7 mm Durchmesser von fast kugelig. Die Früchte reifen zwischen Juni und Oktober.

## Systematik
Prunus maackii wurde 1857 von Franz Joseph Ruprecht in Bulletin de la Classe Physico-Mathématique de l'Académie Impériale des Sciences de Saint-Pétersbourg, 15, S. 361 veröffentlicht. Synonyme für Prunus maackii Rupr. sind: Padus maackii (Rupr.) Komarov, Cerasus maackii (Rupr.) G.V.Eremin & V.S.Simagin, Laurocerasus maackii (Rupr.) C.K.Schneider, Padus maackii f. lanceolata T.T.Yü & T.C.Ku. Prunus maackii gehört zur Untergattung Padus in der Gattung Prunus.